# Boscoleus blandus
Boscoleus blandus is een keversoort uit de familie Tshekardocoleidae. De wetenschappelijke naam van de soort is voor het eerst geldig gepubliceerd in 1969 door Kukalová.